# 满洲源流考
《钦定满洲源流考》（穆麟德轉寫：Manjusai da sekiyen-i kimcin bithe）是乾隆四十二年（1777年）八月十九日內閣奉上諭，阿桂、于敏中、和珅、董誥等人奉詔编撰的满洲民族历史的书籍。九月初八日乾隆帝欽定書名為《滿洲源流考》。至五十四年（1789年）正月總纂官紀昀、陸錫熊、孫士毅、總校官陸費墀完成校對，正式上呈。

## 架構
全书共二十卷，分部族（卷一至七）、疆域（卷八至十三）、山川（卷十四、十五）、国俗（卷十六至二十）四门。

## 内容
《滿洲源流考》一書將滿洲人的源流與族群特質直接追溯到上古的肅慎，經過渤海國、金朝的沿革而存續至清代。由於強調滿洲人與先祖是長久自外於中原的一群人，《滿洲源流考》也從其認定的「滿洲」（包含三韓、新羅等等）地域來尋找各種歷史解釋，將朝鲜三国时期的三国也納入滿洲歷史之內。該書特別強調滿洲人與金朝之聯繫，指出三仙女神話不出白山黑水之境，愛新覺羅氏即便受命亦仍係大金部族。關於金朝國號之來源，《滿洲源流考》則追溯到新羅王室的金姓，認為完顏氏來自新羅，遂以金為國號。乾隆帝試圖借此書塑造清代滿洲人的族群文化認同，代表此時清廷出現不同於其他北族王朝的族群與正統策略，是藉著強調族群特質來形塑正統，並藉此鞏固明清之間「本屬各國」，是故得統最正之論，體現其作為塞外而來的征服王朝統治合法性。

## 争议
乾隆帝通過對照東北亞古今族群的聯繫，透過東北文化的純粹性與滿洲自身的歷史經驗，強調東北亞民族間的同一性。另一方面，《滿洲源流考》的方法也忽略滿、漢文都有古、今音義的差異，也不考慮元代蒙古人名有大量來自阿拉伯、波斯等語言，誤譯諸多人名地名，站在今人的角度來看，乾隆考據的成果錯漏百出。
书中《御制三韩订谬》對早期朝鮮半島歷史中的「三韓」解釋稱“当时三国必有三汗，各统其一，史家不知汗为君长之称，遂以音同误译”，认为三韩即“三汗”。而實際上韓語中的「韓」本意為「大」。

### 註解

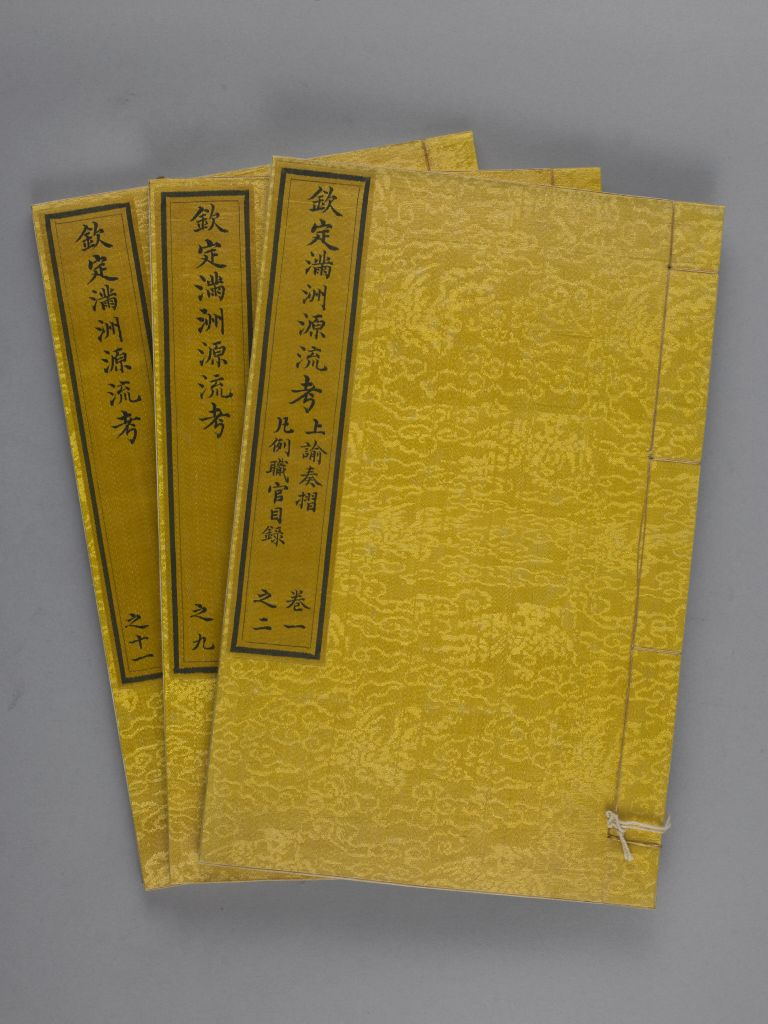
钦定满洲源流考

1. ↑  乾隆帝下令編纂《滿洲源流考》時，在上諭中使用满语：，转写：hesei toktobuha manjusai da sekiyen-i kimcin稱呼本書。這道上諭出現多個滿漢文本，相較於漢文本的高度一致，此上諭在滿文《實錄》、滿文《起居注冊》與滿文本《滿洲源流考》的內容卻不盡相同。乾隆《滿洲源流考》與《起居注冊》滿文譯文的語句順序及用字均不一致。說明漢文本是第一稿，滿文本由其翻譯而成，故用詞不統一[1]。

### 文獻
1. 1 2  蔡名哲.  (PDF). 《編譯論叢》. 2024-03, 第十七卷 (第一期): 69—100  [2025-08-15]. doi:10.29912/CTR.202403_17(1).0003. （原始内容存档 (PDF)于2024-08-08）.
2. ↑  Giovanni Stary.  (PDF). SAKHASA. 1998, 3  [2025-08-15]. doi:10.3998/saksaha.13401746.0003.002. （原始内容存档 (PDF)于2023-05-31）.
3. 1 2 3  蔡名哲 博士演講. . 中央研究院明清研究推動委員會. 2023-02-23 –國立臺灣大學歷史學系.
4. 1 2  李金飞. . 人民周刊网－文史. 2024-05-06  [2025-08-15].
5. ↑  . 월간조선（月刊朝鮮）. 2012-11-23  [2025-08-15] （韩语）.

## 延伸阅读
[在维基数据编辑]
 《欽定滿洲源流考 (四庫全書本)》（ 在维基共享资源阅览影像）